# مقاطعة غرير (أوكلاهوما)
مقاطعة غرير (بالإنجليزية: Greer County)‏ هي إحدى مقاطعات ولاية أوكلاهوما في الولايات المتحدة الأمريكية.